# Heriaeus simoni
Heriaeus simoni là một loài nhện trong họ Thomisidae.
Loài này thuộc chi Heriaeus. Heriaeus simoni được Wladislaus Kulczynski miêu tả năm 1903.